# Budihal, Indi
Budihal là một làng thuộc tehsil Indi, huyện Bijapur, bang Karnataka, Ấn Độ.